# The 3rd and the Mortal
3rd and the Mortal – norweski zespół grający eksperymentalny doom metal. Uformowany w 1992 w Trondheim. W 2005 roku formacja została rozwiązana.

## Muzycy
Ostatni znany skład zespołu
- Kirsti Huke – śpiew (2002–2005)
- Finn-Olav Holthe – gitara akustyczna, gitara elektryczna, keyboard (1992–2005)
- Trond Engum – gitara elektryczna, gitara akustyczna (1992–2005)
- Geir Nilsen – gitara elektryczna, gitara akustyczna, keyboard (1992–2005)
- Frank Stavem – gitara basowa (2002–2005)
- Rune Hoemsnes – perkusja (1992–2005)

Byli członkowie zespołu
- Kari Rueslåtten – śpiew, syntezator (1992–1994)
- Jarle Dretvik – gitara basowa (1992–1994)
- Ann-Mari Edvardsen – śpiew, keyboard (1995–1997)
- Bernt Rundberget – gitara basowa (1995–2002)

## Dyskografia
Albumy studyjne
- Tears Laid In Earth (1994)
- Painting On Glass (1996)
- In This Room (1997)
- Memoirs (2002)

Minialbumy
- Sorrow (1994)
- Nightswan (1995)

Kompilacje
- EP's And Rarities (2004)
- Project Bluebook: Decade of Endeavour (2005)

Dema
- The 3rd and the Mortal (1993)